# Ферозшах Мехта
Ферозшах Мехта (гінді फिरोज़शाह मेहता, англ. Pherozeshah Mehta; 4 серпня 1845 — 5 листопада 1915) — індійський громадський та політичний діяч кінця XIX — початку XX століть. Один із засновників Індійського національного конгресу. Представник помірного крила конгресу, прихильник збереження британської влади в Індії.

## Біографія
Ферозшах Мехта народився 1845 року у Бомбеї у багатій парсійській купецькій сім'ї. Закінчивши Бомбейський університет, він продовжив освіту в Англії. У 1868 році він повернувся до Індії та зайнявся адвокатською практикою.
У 1873 році Мехта обраний главою муніципального міської ради Бомбея. У 1885 році він заснував Асоціацію бомбейського президентства — організацію, що ратувала за помірні реформи та розширення частки індійців у колоніальних органах влади. У тому ж році Асоціація об'єдналася з іншими індійськими лібералами, утворивши Індійський національний конгрес.
На ранніх етапах діяльності Конгресу Мехта мав значний вплив — у 1890 році його було обрано президентом ІНК на сесії в Калькутті. Мехта був членом законодавчої ради бомбейської провінції.
Під час підйому національного руху після поділу Бенгалії в 1905 році Мехта займав вкрай обережну позицію, вважався найпомірнішим із помірних. Він рішуче виступав проти бойкоту британських товарів. У 1907 році, на сесії в Сураті, Конгрес розколовся на дві частини — націоналістів (на чолі з Тілаком) і поміркованих (на чолі з Мехтою). Помірна частина ІНК вважала за мету надання Індії статусу домініону у складі Британської Імперії.